# 肥前飯田站
肥前飯田站（日语：／ Hizen-Iida eki */?）是位於佐賀縣鹿島市，九州旅客鐵道（JR九州）的長崎本線車站。

## 車站構造
車站位於全長只有300公尺的佐賀縣道231號盡頭，並且築在路堤上。現時採用簡易車站模式，不設有站房，並以地下通道連接車站入口及月台。然而，過往近海的一方曾設有站房，該側的路堤也經修整，而向內陸的一側的路堤則仍然保留了斜坡。1972年4月，車站降為無人站，而原站房及後亦被拆去。
從入口向下走一段梯級後，便到達途經路堤底部的地下道，除了可以右轉前往月台外，直行至盡頭亦可通往路堤的另一端，即飯田公民館及圓德寺一方。
另外，為方便車站使用者，佐賀縣政府斥資約1千7百萬日圓，在本站右側新建了一座共用式洗手間，並已於2023年7月投入使用。

### 月台
設有1面2線的島式月台。沿地下道的上行樓梯到達，並與月台上中央部份的候車室連合一起，成為一個全天候式旳候車空間。室內放置了多長木製長櫈。至於候車空間以外的月台，則沒有任何設備提供。
月台建於彎道上，長度約為180米，有效長度為9輛，足夠讓仍是在來線特急、多客期時增結的「海鷗」停靠。其中，2號月台為主線道，如不需要避車時，過往的特急列車均會使用此線道通過。需要避車時，則慣常時下行列車停靠1號月台（側線）、2號月台為上行列車。但普通列車的停靠月台又與避車與否無關。例如07:27到站、往江北的普通列車，雖然不需要避車，但在1號月台停靠（側線、右側入線）；反而下一班的上行列車，因需要和下行列車在本站交會，所以就返回2號月台停靠。
在電聯車服務期間，為了可讓817系電動列車使用，月台上其中2卡車廂的高度提高了，使上落車廂時沒有梯級差。
| 月台 | 路線      | 上下行 | 方向                           |
| ---- | --------- | ------ | ------------------------------ |
| 1、2 | ■長崎本線 | 上行   | 肥前濱、江北方向               |
| 1、2 | ■長崎本線 | 下行   | 多良、肥前大浦、諫早、長崎方向 |

## 歷史
- 1934年：

- 4月16日：鐵道省有明東線 肥前濱站至多良站之間開通，此站啟用。為了區別此站與飯田站，因此此站名稱冠上「肥前」兩字。
- 12月1日：隨著多良站至湯江站之間開通，有明東線編入至長崎本線。

- 1962年2月15日：停止貨物存取服務[2]。
- 1972年4月1日：手提行李提取服務取消[2][3]，同時無人化[4]。
- 1987年4月1日：隨國鐵分割民營化，車站由九州旅客鐵道（JR九州）營運[5]。
- 2023年7月14日：位於站房外的新建洗手間落成、投入使用[6][7]。

## 使用狀況
JR九州自2016年度起，只會公佈乘客量最多的300個車站人數及排名。而本站自2002年起，每年的平均日客量皆少於100人，因此既沒有實際人數，亦未能列於排行榜外「日均客量100人或以上」的附錄中。
| 乘車人次變化 | 乘車人次變化 |
| 年度         | 1日平均人次  |
| ------------ | ------------ |
| 2000         | 105          |
| 2001         | 102          |
| 2002         | 83           |
| 2003         | 71           |
| 2004         | 65           |
| 2005         | 68           |
| 2006         | 62           |
| 2007         | 56           |
| 2008         | 55           |
| 2009         | 57           |
| 2010         | 58           |
| 2011         | 49           |
| 2012         | 43           |
| 2013         | 41           |
| 2014         | 45           |
| 2015         | 50           |
| 2016         | 48           |
| 2017以後     | <100         |

## 相鄰車站
九州旅客鐵道（JR九州）
■長崎本線
肥前七浦－肥前飯田－多良

## 外部連結
- JR九州肥前飯田站（日語）